# Saunders-Roe Princess
O SR.45 Princess foi um hidroavião turboélice monoplano octomotor, construído no Reino Unido pela Saunders-Roe, baseada em Cowes na Ilha de Wight. O Princess foi o maior hidroavião de metal de todos os tempos. Seu projeto foi cancelado após somente três exemplares terem sido construídos.
|  |